# Slézotvaré
Slézotvaré (Malvales) je řád vyšších dvouděložných rostlin. Zahrnuje celkem 10 čeledí, z nichž slézovité, vrabečnicovité a cistovité jsou zastoupeny i v české květeně.

## Charakteristika
Řád slézotvaré charakterizuje zejména přítomnost buněk produkujících slizy, hvězdovité chlupy, speciální typ floému a srostlé kališní lístky. Tyčinek je většinou mnoho, vyvíjejí se však jen z několika základů a centrifugálně, což svědčí o jejich druhotném pomnožení.
Slézotvaré zahrnují dřeviny i byliny. Listy jsou jednoduché a převážně střídavé, s dlanitou nebo zpeřenou žilnatinou, často s palisty. Květy jsou nejčastěji pětičetné a často nápadné. Semeník je synkarpní, svrchní až spodní, s jedinou čnělkou nebo s čnělkami volnými.
Řád zahrnuje v současném pojetí celkem 10 čeledí, 348 rodů a asi 6080 druhů. Největší čeledí jsou podle počtu rodů i druhů slézovité (přes 4200 druhů ve 250 rodech), následují vrabečnicovité (900/50) a dvojkřídláčovité (680/17).

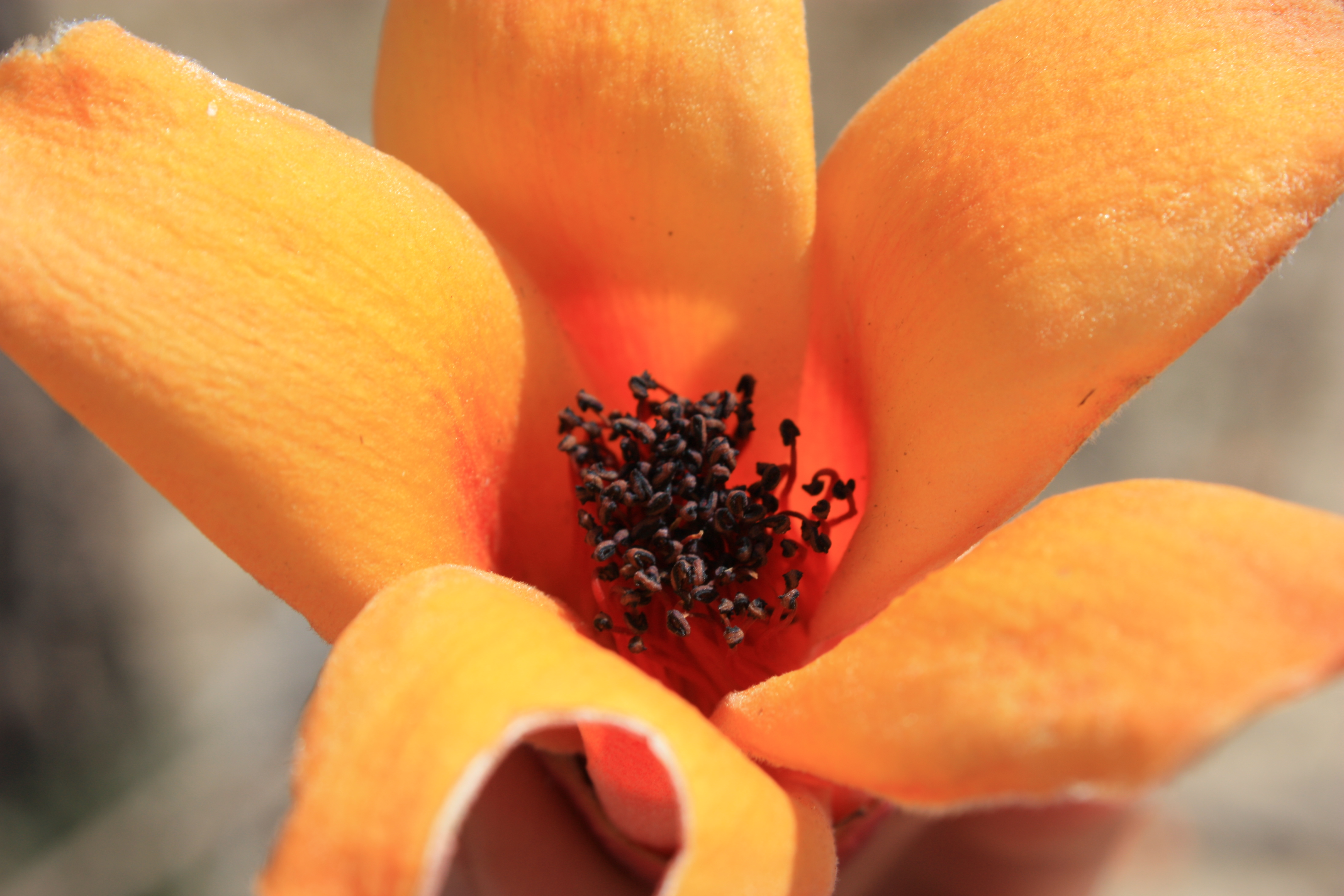
Bombax costatum (slézovité)
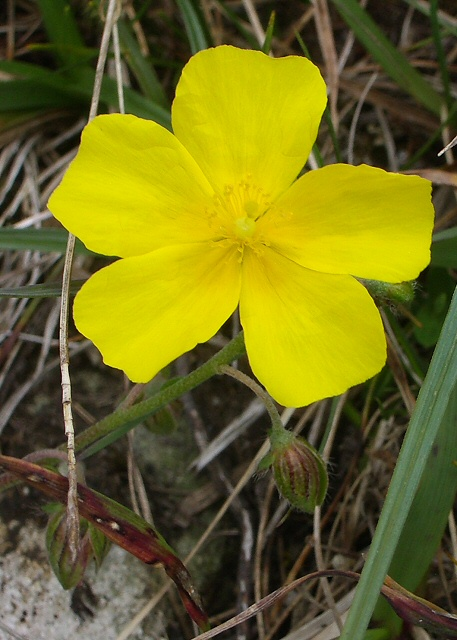
Devaterník penízkovitý – Helianthemum nummularium (cistovité)
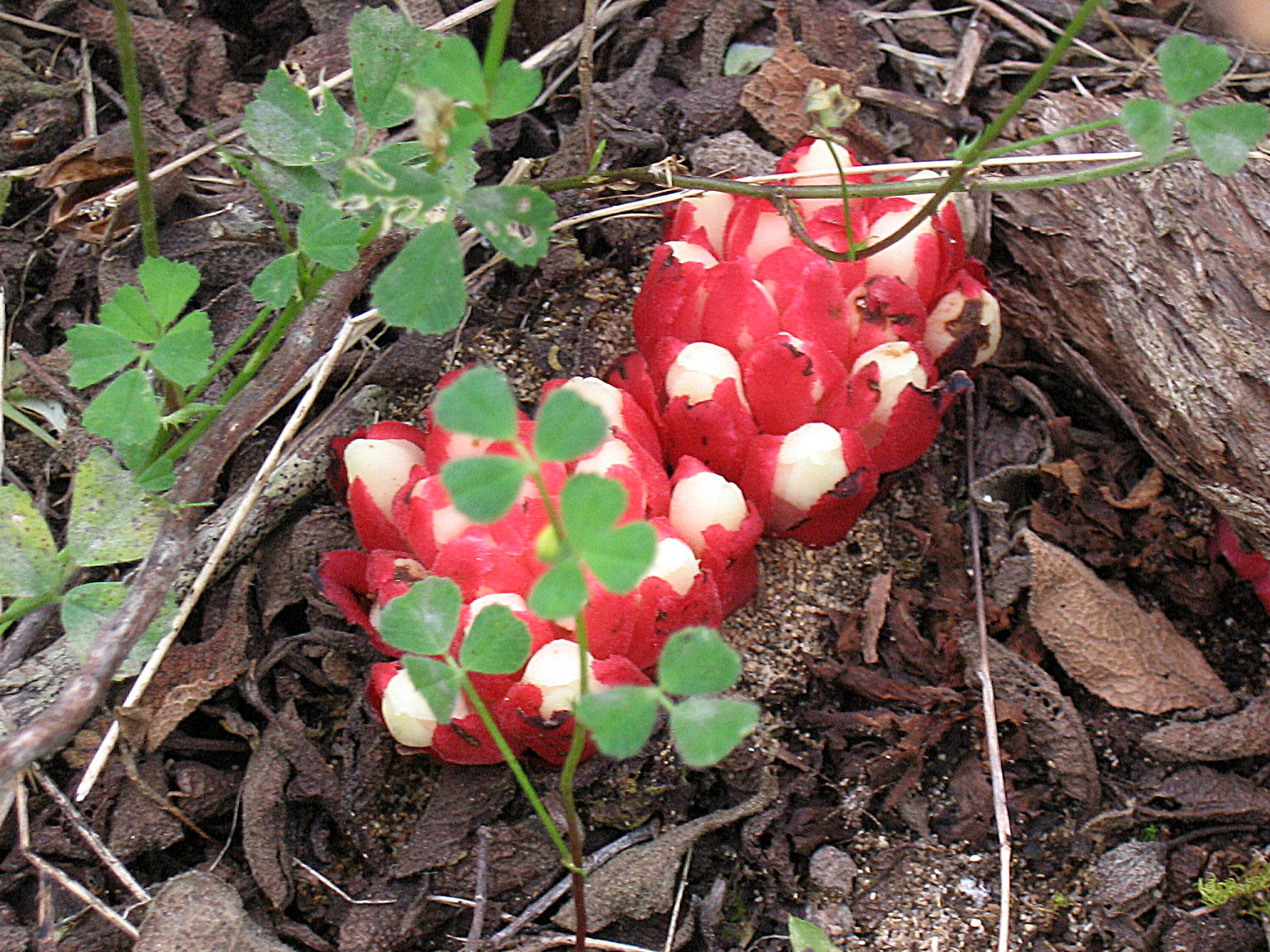
Ozorna Cytinus.ruber (ozornovité)
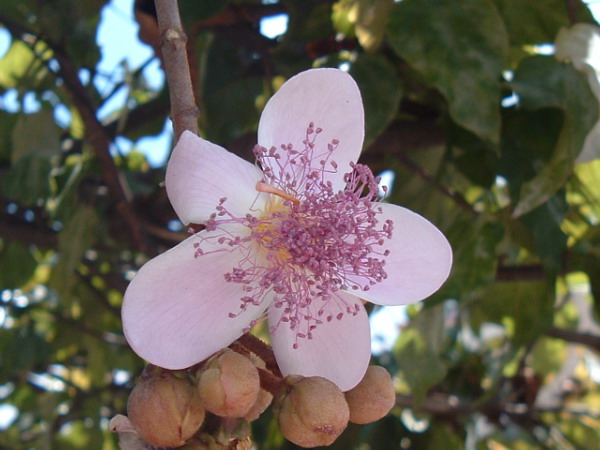
Oreláník barvířský – Bixa orellana (oreláníkovité)
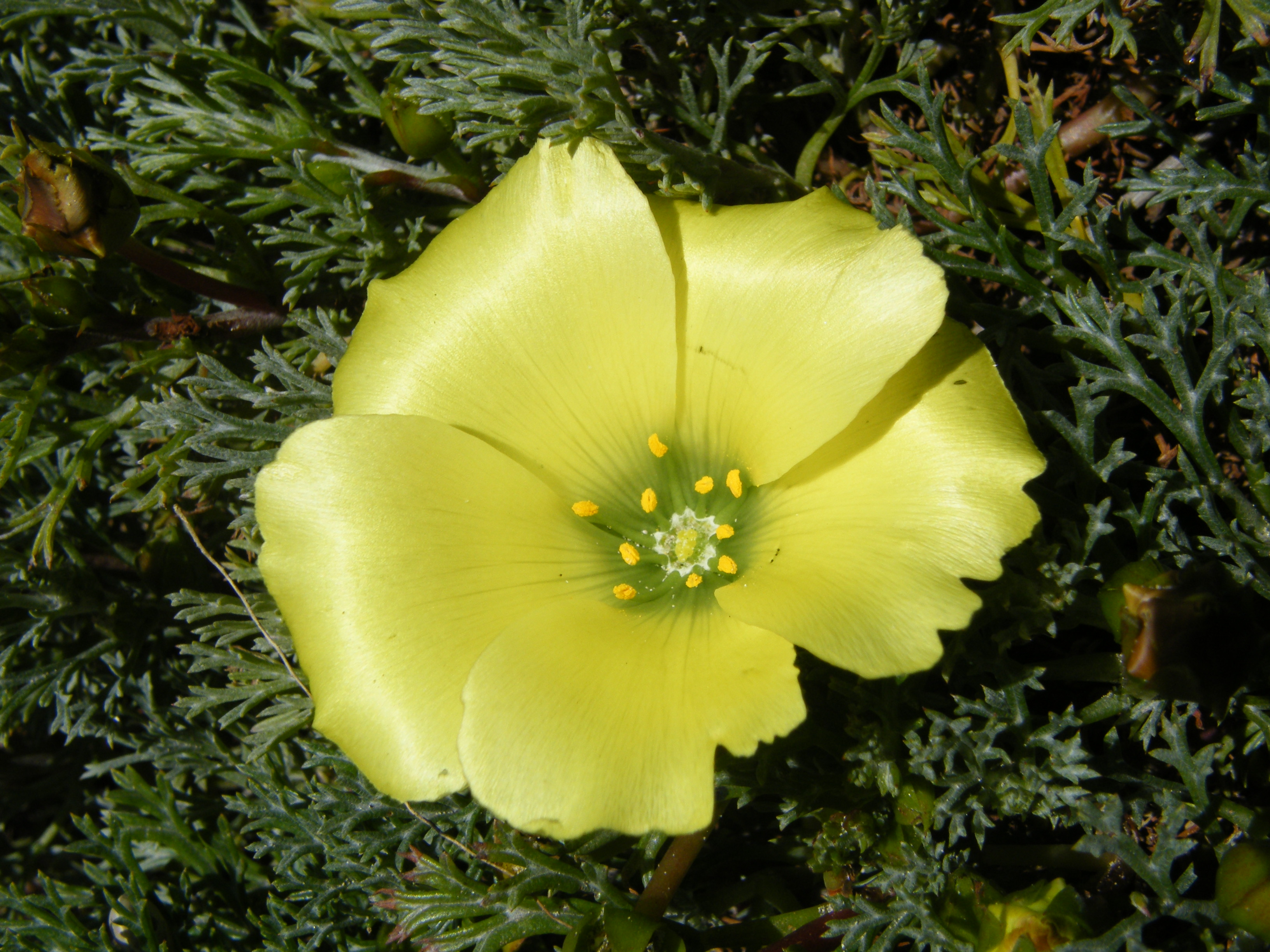
Grielum grandiflorum (Neuradaceae)

## Rozšíření
Řád je zastoupen celosvětově. Z jednotlivých čeledí jsou 2 kosmopolitní (slézovité a vrabečnicovité), 2 víceméně pantropické (dvojkřídláčovité a oreláníkovité) a 3 endemické pro jediný kontinent (Sphaerosepalaceae a Sarcolaenaceae na Madagaskaru a kalaburovité v tropické Americe).

## Taxonomie
V klasických systémech byl řád slézotvaré pojímán různě, většina stávajících čeledí však byla řazena do blízkosti slézovitých. Čeleď vrabečnicovité (Thymelaeaceae) byla dříve řazena do blízkosti čeledí hlošinovité (Elaeagnaceae), pryšcovité (Euphorbiaceae) nebo dnes již zrušené čeledi Flacourtiaceae. Parazitická nezelená čeleď ozornovité (Cytinaceae) byla v minulosti řazena do sběrné čeledi Rafflesiaceae, čeleď Neuradaceae do řádu růžotvaré (Rosales).
Největší převrat se s nástupem molekulárních analýz týkal čeledi slézovité (Malvaceae). Bylo potvrzeno, že čeledi cejbovité (Bombacaceae), lejnicovité (Sterculiaceae) a lipovité (Tiliaceae) jsou parafyletické a byly vřazeny do slézovitých.
Monofyletičnost řádu slézotvaré v současném pojetí byla prokázána analýzou sekvencí rbcL, atpB a 18S.

## Význam
Mnohostranný užitek poskytují zejména slézovité (Malvaceae). Z potravin a pochutin je to zejména kakao, kola, durian a okra, dále jsou významným zdrojem vláken (bavlna, juta), získávány jsou z nich i léčiva.
Stromy z čeledi dvojkřídláčovité jsou v Asii těženy pro kvalitní dřevo. Mnohé druhy slézotvarých mají nápadné květy a jsou pěstovány jako okrasné rostliny.

## Přehled čeledí
- cistovité (Cistaceae)
- dvojkřídláčovité (Dipterocarpaceae)
- kalaburovité (Muntingiaceae)
- oreláníkovité (Bixaceae)
- ozornovité (Cytinaceae)
- slézovité (Malvaceae)
- vrabečnicovité (Thymelaeaceae)
- Neuradaceae
- Sarcolaenaceae
- Sphaerosepalaceae[3]